# HxD
HxD - безкоштовний шістнадцятковий редактор, розроблений Майелем Гйорцем (нім. Maël Hörz) для Windows.  Він може працювати з файлами, більшими за 4 ГіБ, читати та редагувати "сирий" вміст дискових пристроїв і пам'ять процесів. Окрім інших можливостей, він вміє обчислювати чексуми, порівнювати та знищувати файли.
HxD  безкоштовно розповсюджується й наявний багатьма мовами, з яких  англійська версія є першою за популярністю в категорії кодинг утиліт на Download.com.

## Можливості
- Редактор дисків (від Windows 9x/NT та новіших)
- Редактор пам'яті
  - Згортання/розгортання для показу/приховування секцій пам'яті.
- Великі файли аж до 8 ексбібайт можуть бути завантаженими та відредагованими.
- Для покращення швидкодії використовується часткове завантаження файлів.
- Пошук та заміна багатьох форматів даних (включаючи Unicode-рядки, числа з плаваючою комою та цілі числа).
- Обрахунок та перевірка контрольних сум(чексум) та хешів.
- Робота з файлами
  - Безпечне видалення файлів.
  - розрізання або зшивання файлів.
- Порівняння файлів (тільки побайтове)
- Експортування даних у різні формати
  - Джерельний код (C, Pascal, Java, C#, VB.NET)
  - Форматований вивід (простий текст, HTML, RTF, TeX)
  - Hex-файли (Intel HEX, Motorola S-record)
- Показ статистики